# Округ Алегени (Северна Каролина)
Алегени (енгл. Alleghany County) је округ у америчкој савезној држави Северна Каролина.

## Демографија
По попису из 2010. године број становника је 11.155, што је 478 (4,5%) становника више него 2000. године.
| Група             | 2000.         | 2010.         |
| Белци             | 9.932 (93,0%) | 9.862 (88,4%) |
| Афроамериканци    | 131 (1,2%)    | 140 (1,3%)    |
| Азијати           | 21 (0,2%)     | 54 (0,5%)     |
| Хиспаноамериканци | 530 (5,0%)    | 1.004 (9,0%)  |
| Укупно            | 10.677        | 11.155        |